# تصميم الأدوية رجعية الاستقلاب

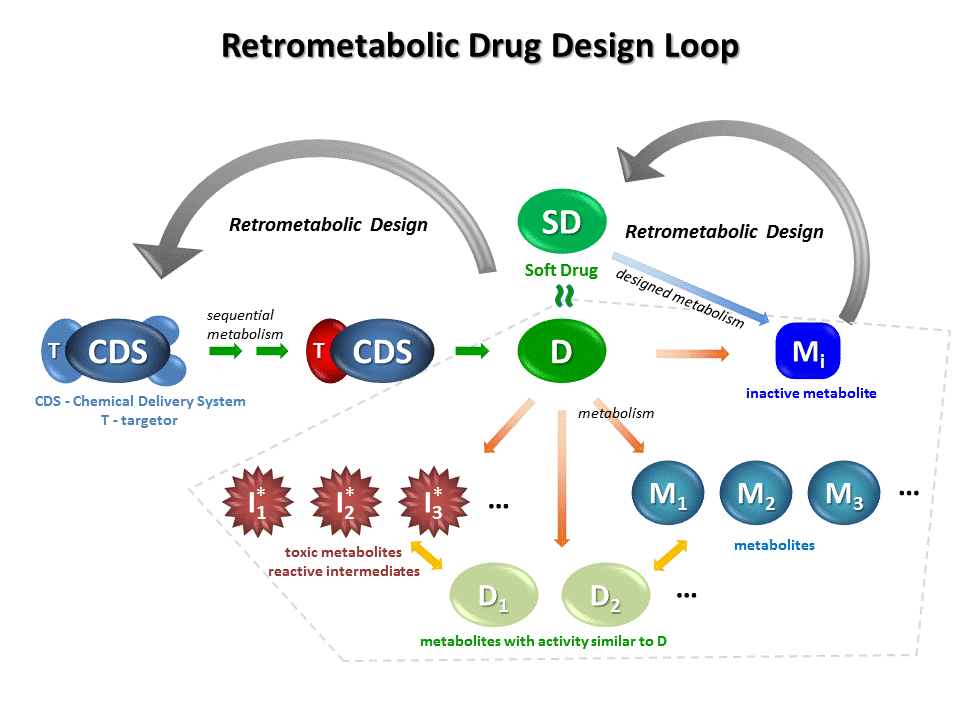

في مجال اكتشاف الأدوية، يعد تصميم الأدوية رجعية الاستقلاب إستراتيجية تهدف لتصميم عقاقير أكثر أمانًا، سواء باستخدام طريق استقلابي متوقع للحصول على جزء غير نشط، أو باستخدام طرق توصيل الدواء الموجّه. صاغ نيكولاس بودور عبارة تصميم الأدوية رجعية الاستقلاب. تماثل هذه الطريقة تحليل الاصطناع الرجعي حيث يُخطط لاصطناع الجزيء المُستهدف بشكل عكسي. في تصميم الأدوية رجعية الاستقلاب، تُستخدم معلومات التفاعلات الاستقلابية للأدوية لتصميم الأدوية الأم التي يمكن التحكم في استقلابها وتوزّعها لاستهداف الدواء وإقصائه بهدف زيادة الفعالية وتقليل الآثار الجانبية غير المرغوب فيها. وهكذا فإن الأدوية الجديدة المُصممة تحقق استهدافًا انتقائيًا للأعضاء و/ أو للموقع العلاجي للدواء وتُنتِج عوامل علاجية آمنة ومواد كيميائية آمنة بيئيًا. تمثل هذه الأساليب طرائق منهجية تدمج مليَّا علاقة النشاط بالبنية (إس إيه آر) وعلاقة البنية بعملية الاستقلاب (إس إم آر) وتهدف إلى تصميم مركبات آمنة وفعّالة موضعيًا مع مؤشر علاجي مُحسّن (نسبة الفائدة مقابل الآثار الجانبية).

## التصنيف
يتضمن مفهوم تصميم الأدوية رجعية الاستقلاب نهجين متميزين. أحد النهجين هو تصميم العقاقير المريحة (إس دي إس)، وهي عوامل علاجية فعّالة جديدة، وغالبًا ما تكون نظائر إيزوستيرية أو نظائر مساوية إلكترونيًا لمركب الرصاص، ذات بنية كيميائية مصممة خصيصًا للسماح بحدوث عملية استقلابية متوقعة تتحول فيها إلى مُستقلبات غير فعّالة بعد تحقيقها للتأثير (التأثيرات) العلاجية المرغوبة. النهج الآخر هو تصميم أنظمة التوصيل الكيميائية (سي دي إس إس). السي دي إس إس عبارة عن جزيئات خاملة بيولوجيًا تهدف إلى تعزيز توصيل الدواء إلى عضو أو موقع معين وتتطلب عدة خطوات من التحوّل قبل إطلاق الدواء الفعال.
على الرغم أن كلا نهجي التصميم رجعي الاستقلاب تتضمن تعديلات كيميائية للبنية الجزيئية وكلاهما يتطلب تفاعلات أنزيمية لتحقيق استهداف الأدوية، إلا أن مبادئ تصميم إس دي وسي دي إس تختلف اختلافًا واضحًا. فبينما تكون أنظمة التوصيل الكيميائية غير فعّالة عند إعطائها، وتوفر التفاعلات الأنزيمية اللاحقة التوزيع المتباين، وتطلق الدواء الفعّال في نهاية المطاف، تكون العقاقير المريحة فعّالة عند إعطائها ومصممة لتُستَقلب بسهولة إلى أنواع غير فعّالة. على افتراض وجود وضع مثالي، في نظام التوصيل الكيميائي، يتواجد الدواء في الموقع دون أي مكان آخر في الجسم، لأن العمليات الأنزيمية تدمّر الدواء في تلك المواقع. وفي حين تكون أنظمة التوصيل الكيميائية مصممة لتحقيق استهداف الأدوية لعضو أو موقع محدد، صُممت العقاقير المريحة لتعطي توزعًا متباينَا يمكن اعتباره استهدافًا عكسيًا.

### العقاقير المريحة
ولَّد مفهوم العقاقير المريحة، منذ تقديمه من قبل نيكولاس بودور في أواخر السبعينيات، بحثًا كبيرًا في كل من الأوساط الأكاديمية والصناعية. عرّف بودور العقاقير المريحة بأنها مركبات كيميائية نشطة بيولوجيًا ومفيدة علاجيًا، تتميز بطريق استقلابي متوقع ويمكن التحكم فيه في الجسم الحي، تتحول فيه إلى أجزاء غير سامة بعد أن تحقق دورها العلاجي. هناك العديد من العقاقير المريحة المصممة بشكل منطقي والتي وصلت فعليًا إلى السوق، مثل
- إسمولول (بريفيبلوك)
- لانديولول (أنوات)
- رميفنتانيل (ألتيفا)
- لوتبريدنول إيتابونيت (لوتيماكس، آلريكس، زايلت)
- كليفيديبين (كليفايبريكس)

أو التي في مراحل التطوير الأخيرة (ريميمازولام، وبوديودارون، سيلفرون، إيه زد دي3043، تيكافارين). هناك أيضًا مركبات يمكن اعتبارها مواد كيميائية مريحة (مثل الملاثاين) أو عقاقيرمريحة (على سبيل المثال، أرتيكاين، ميثيلفينديت) على الرغم أنها لم تُطورعلى هذا النحو.

### أنظمة الإيصال الكيميائية
منذ طرحها في أوائل الثمانينيات، قدمت أنظمة الإيصال الكيميائية أيضًا أعمالًا بحثية كبيرة، خاصةً في مجال توجيه العوامل العلاجية المختلفة للدماغ والعين، بما في ذلك العوامل التي لا يمكنها عبور الحاجز الدموي الدماغي أو حاجز الدم العيني من تلقاء نفسها. بناءً على هذا النهج، حددت ثلاث فئات رئيسية عامة من السي دي إس:
- سي دي إس إس مسندة إلى الفيزياء الكيميائية الإنزيمية (على سبيل المثال، التوجه للدماغ): استغلال خصائص عملية العبور الخاصة بالموقع من خلال تحوُّلات استقلابية متعاقبة تؤدي إلى تغيرات كبيرة في الخصائص.
- سي دي إس إس مُفعلّة بواسطة إنزيم خاص بالموقع (على سبيل المثال، التوجه للعين): تستغل إنزيمات معينة موجودة بشكل أساسي أو حصري أو بنشاط أعلى في موقع التأثير.
- سي دي إس إس المسندة إلى مستقبلات عابرة من نوع المرساة (على سبيل المثال، التوجه للرئة): توفر انتقائية محسّنة ونشاطًا من خلال الارتباط العابر والقابل للعكس بالمستقبل.

امتد هذا المفهوم ليصل إلى العديد من الأدوية والببتيدات، وقد تجلت أهميته من خلال حقيقة نشر أولى تطبيقاته واستخداماته في مجلة ساينس في عام 1975 و 1981 و 1983. أُدرج امتداده إلى توصيل الببتيدات العصبية الموجه للدماغ، في صحيفة هارفارد للصحة بصفته أحد أفضل عشر تطورات طبية في عام 1992. وقد وصلت العديد من المركبات إلى مرحلة متقدمّة من التطوير السريري، مثل:
- إي2- سي دي إس (إسترادوكس) لإيصال الاستراديول المُوجه للدماغ و[16]
- بيتاكسوزيم للإيصال البيتاكسولول الموجه للعين[17]

في المثال الأول أعلاه، تستَخدم السي دي إس إس المُوجهة للدماغ تحوّلًا استقلابيًا متسلسلًا لجزء مُستهدِف معتمد على الأكسدة، والذي يرتبط ارتباطًا وثيقًا بنظام الإنزيم المساعد واسع الانتشار NAD(P)H ⇌ NAD(P)+)، لاستغلال الخصائص الفريدة للحاجز الدموي الدماغي (بي بي بي). بعد الأكسدة الأنزيمية للدواء من نمط ناد إتش (NADH) يقترن بالدواء الموافق من نمط ناد+(NAD+)، السلائف التي لا تزال غير نشطة، «تُحجز» خلف الحاجز الدموي الدماغي لتوفير توصيل موجه ومستدام للمركب المنشود إلى الجهاز العصبي المركزي.
يتضمن المثال الثاني التوصيل المحدد للبيتاكسوزيم للعين، الأكسيم المشتق من البيتاكسولول. يتحول بيتا-أمينو- بيتاكسولول غير النشط المُعطى إلى الكيتون الموافق بواسطة أكسيم هيدرولاز، وهو إنزيم حُدد مؤخرًا ذو نشاط مميز في العين، ثم يُصغّر فراغيًا إلى شكله الكحولي. يظهر النشاط المخفِّض لضغط باطن العين دون إنتاج حاصرات بيتا الفعّالة جهازيًا، ما يجعلها خالية من أي نشاط قلبي وعائي، وهو عيب رئيسي للعوامل الكلاسيكية المضادة للغلوكوما. نظرًا للمزايا التي يوفرها هذا البروفايل الفريد الموجه للعين، يمكن أن تحل السي دي إس إس الموجهة للعين المُعتمدة على الأوكسيم، محل حاصرات بيتا المستخدمة حاليًا في التطبيقات على عمليات العيون.